# Нетишин
Нетишин (укр. Нетішин) град је Украјини у Хмељничкој области. Према процени из 2012. у граду је живело 36.474 становника.

## Становништво
Према процени, у граду је 2012. живело 36.474 становника.
| 1979. | 1989.  | 2001.  | 2012.  |
| ----- | ------ | ------ | ------ |
| ...   | 28.906 | 34.340 | 36.474 |